# موریلو بنسیو
موریلو بنسیو (به انگلیسی: Murilo Benício) (زاده ۱۳ ژوئیه ۱۹۷۱ ) بازیگر برزیلی است. از فیلم‌های معروف او می‌توان به بازی در زن در بالا اشاره کرد.